# Niels A. Eigenbroth
Niels August Eigenbroth (30. juli 1919 i Nibe – 9. august 1994), dæknavn Birk eller Skjold, var en dansk frihedskæmper.
Niels A. Eigenbroth fødes og vokser op i Nibe, hvor han taget præliminæreksamen. I 1935 blev han journalistelev på Aalborg Amtstidende, og efter endt læretid er han først i Livgarden og siden elev på Askov Højskole. I tiden 1940 til 1944 er han tilbage på avisens redaktion, men da han i mellemtiden er gået ind i modstandskampen, må han 1944 gå under jorden. Han bliver aktiv i "Kongens Kompagni" i Aalborg samt i gruppen, der under ledelse af under Jens Toldstrup koordinerer opsamlingen af nedkastede våben i Nordjylland. Han arresteres af Gestapo kort før befrielsen, men heldige tilfældigheder redder hans liv.
Efter krigen var han 1945 til 1985 ansat ved Jyllands-Posten, fra 1948 som chef for avisens Aalborgredaktion. Samtidig var han fra 1950 til 1980 efor for 4. Maj Kollegiet i Aalborg. Af taknemmelighed over USA's indsats i verdenskrigen var Eigenbroth pressesekretær i Rebildselskabet og desuden generalsekretær i tre år.
Han er begravet på Almen Kirkegård i Aalborg.